# Cremastocheilus westwoodi
Cremastocheilus westwoodi är en skalbaggsart som beskrevs av Horn 1879. Cremastocheilus westwoodi ingår i släktet Cremastocheilus och familjen Cetoniidae. Inga underarter finns listade i Catalogue of Life.